# Iridana marina
Iridana marina är en fjärilsart som beskrevs av Talbot 1935. Iridana marina ingår i släktet Iridana och familjen juvelvingar. Inga underarter finns listade i Catalogue of Life.